# Concatedral de la Santísima Virgen Inmaculada (Bosa)
La Concatedral de la Santísima Virgen Inmaculada o simplemente Catedral de Bosa (en italiano: Concattedrale della Beata Vergine Immacolata) Es una catedral católica en Bosa, Cerdeña, Italia. Es una co-catedral de la diócesis de Alghero-Bosa; Antes de la creación de la diócesis fusionada en 1986 fue la sede del obispo de Bosa.
La catedral se encuentra en el centro histórico de Bosa, entre el Corso Vittorio Emanuele II y el río Temo, a la altura del puente del siglo XIX.
Los orígenes de la catedral se encuentran en el siglo XII, pero el edificio ha sido sustancialmente alterado muchas veces, especialmente durante el siglo XV. El edificio actual es el producto de restauraciones realizadas a partir de 1803 por el arquitecto local Salvatore Are. La catedral fue re-consagrada en 1809. Las decoraciones y los muebles se completaron durante el resto del siglo XIX.

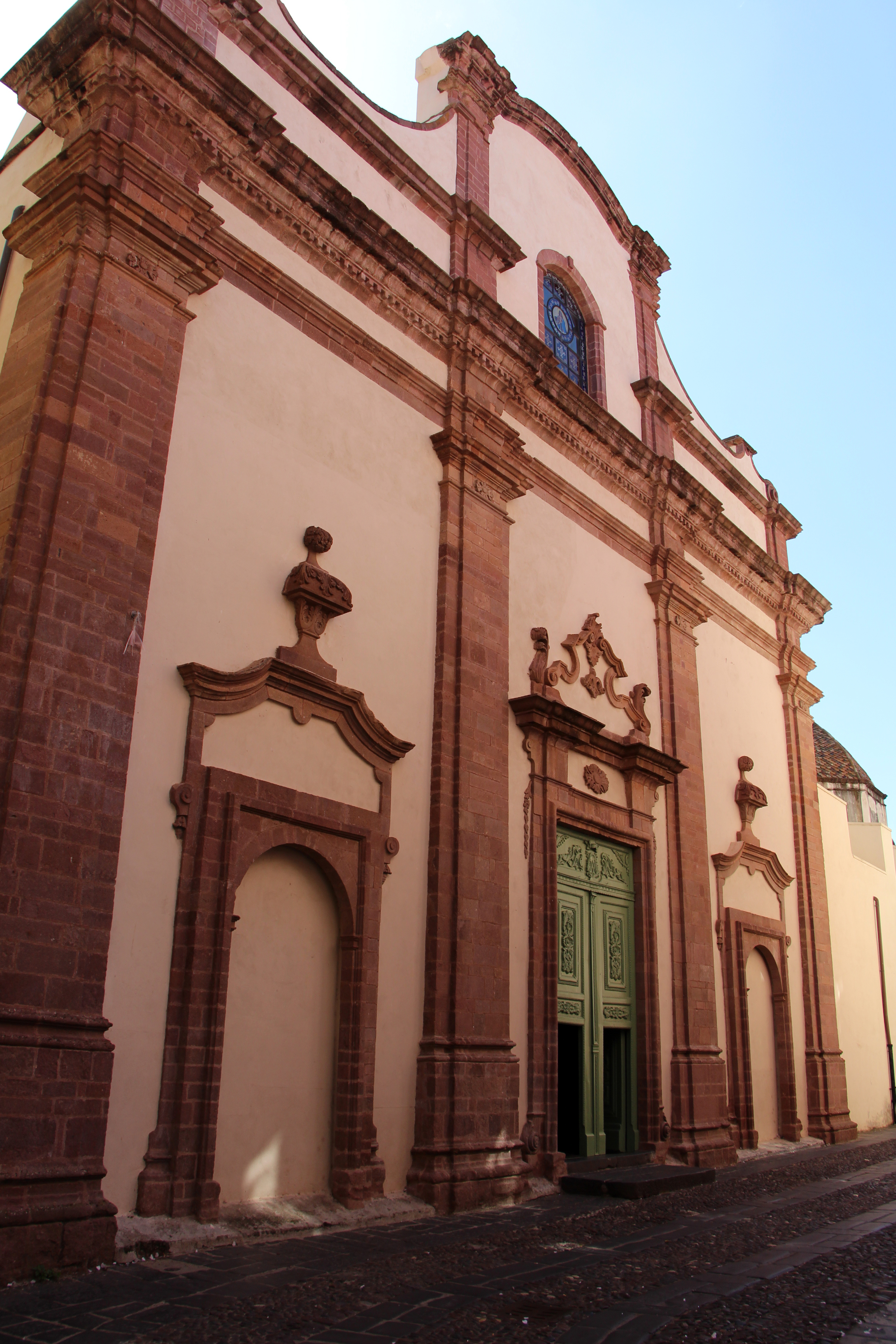
Detalles de la fachada